# نويل جوجليمي
نويل جوجليمي (بالإنجليزية: Noel Gugliemi)‏ هو ممثل أمريكي، ولد في 15 أكتوبر 1970 بشاطئ هنتنغتون في الولايات المتحدة.

## أعمال

### أفلام
- (2001) السرعة والغضب[4]
- (2006) أوقات قاسية
- (2009) العازف المنفرد[5]
- (2013) قوة التنفيذ
- (2014)  فوضى[6][7]
- (2015) الغضب 7[8]

## وصلات خارجية
- نويل جوجليمي على موقع IMDb (الإنجليزية)
- نويل جوجليمي على موقع روتن توميتوز (الإنجليزية)
- نويل جوجليمي على موقع قاعدة بيانات الفيلم (الإنجليزية)